# Ponte Vittorio Emanuele II
Ponte Vittorio Emanuele II ou apenas Ponte Vittorio é uma ponte em Roma construída com base num projeto de 1886 pelo arquiteto Ennio De Rossi. A construção sofreu atrasos e a ponte só foi inaugurada em 1911. Ela cruza o Tibre e liga o centro histórico de Roma (o Corso Vittorio Emanuele II, cujo trajeto a ponte estende, com a Piazza Paoli na extremidade leste) com o Borgo e o Vaticano na outra margem, perto dos restos da Ponte de Nero, que podem ser vistos quando nível do rio está baixo. A ponte comemora Vítor Emanuel II da Itália está assentada sobre três arcos e tem 108 metros de comprimento. Está decorada nas extremidades com altos plintos que suportam grandes Vitórias aladas em bronze e, sobre cada pilar, por grandes grupos escultóricos alegóricos em travertino.